# Nicolas Raffort
Nicolas Raffort, né le 27 juin 1991 à Sallanches (Haute-Savoie), est un skieur alpin et un skieur acrobatique français spécialiste de la descente, puis du skicross.

## Parcours sportif en ski alpin

ski alpin

### Débuts

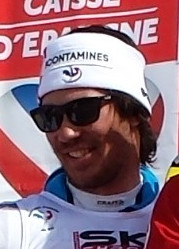
en mars 2014 aux Championnats de France à Méribel

Nicolas Raffort commence le ski aux Contamines-Montjoie, où son père a une boutique d'accessoires de ski.
Il est membre du ski-club des Contamines ; il intègre ensuite le comité du Mont-Blanc, puis le « pôle France » à Albertville.
Il dispute sa première épreuve de Coupe du monde le 23 février 2013 à Garmisch-Partenkirchen en Descente. En mars 2013, Il prend la 3e place des Championnats de France de descente à Peyragudes.
Il intègre ensuite l’équipe de France B à partir de la saison 2013-2014, et emporte sa première victoire en Coupe d’Europe en remportant le Super G de Val-d'Isère le 21 janvier 2014. Il termine à la 6e de la Coupe d'Europe de descente 2013-2014.
Dès le début de la saison 2014-2015, il est admis en équipe de France A.
Il signe sa seconde victoire en Coupe d’Europe en remportant la descente de Sarntal le 4 février 2016.
En prenant la 24e place de la Descente de Val Gardena, Nicolas Raffort marque ses premiers points en Coupe du monde le 17 décembre 2016.

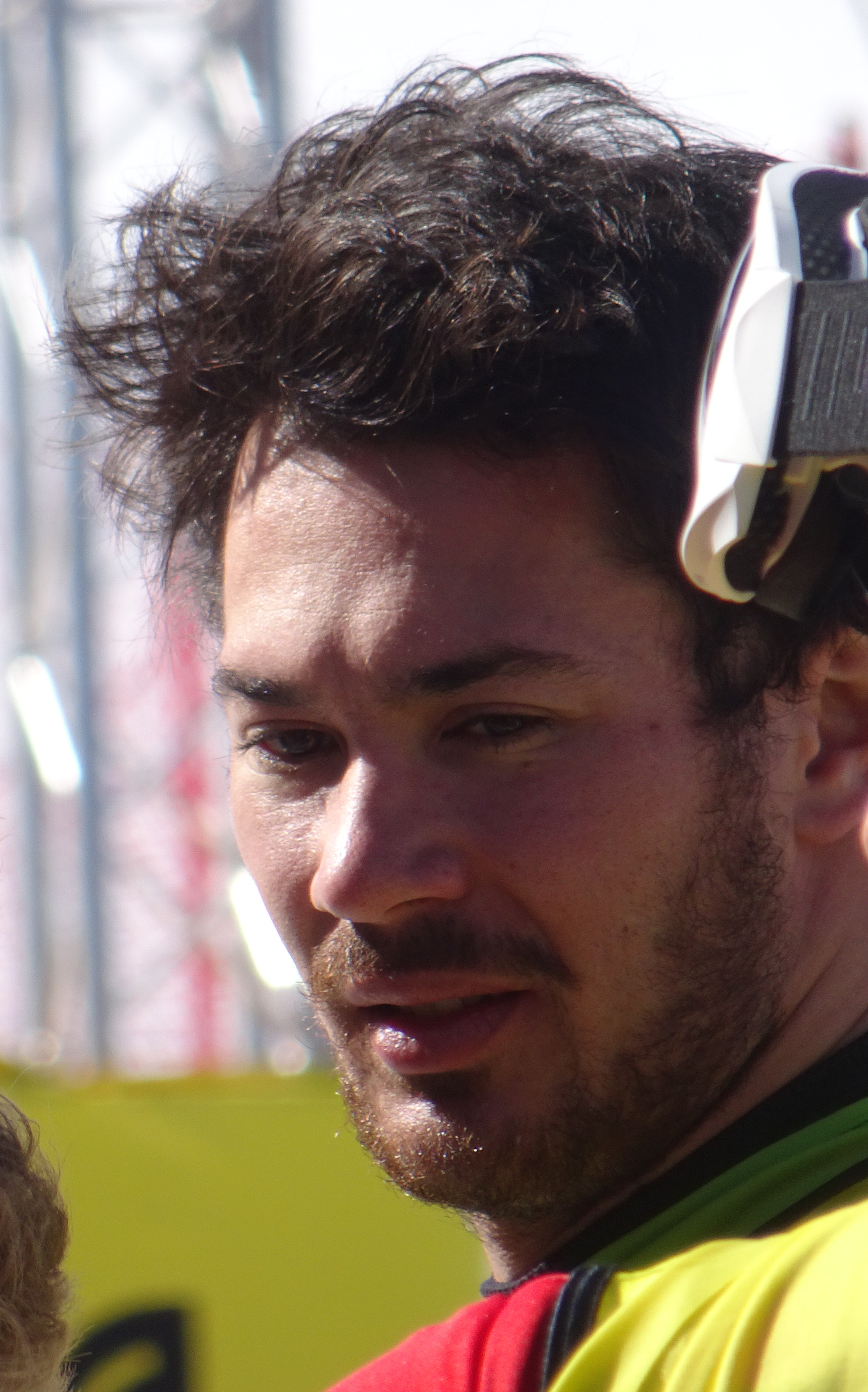
en mars 2019 au Super Slalom de La Plagne

### Saison 2017-2018
Il réalise une bonne saison en Coupe du Monde de Descente, en signant 2 top-20 et en prenant la 28e du classement de la Coupe du Monde de Descente.
En mars 2018, Il prend à nouveau la 3e place des Championnats de France de Descente, à Châtel , après avoir remporté les 2 descentes de la veille sur la même piste, avec les mêmes concurrents.

### Saison 2018-2019
Il réintègre l'équipe de France A dans le groupe Vitesse.
Le 25 janvier 2019, il prend une très bonne 14e place dans le descente de Coupe du monde de Kitzbühel sur la piste mythique de la Streif
, ce qui est son meilleur résultat en Coupe du monde à ce jour.

### Saison 2019-2020
Le 7 mars 2020 il obtient son premier top-10 en Coupe du Monde en prenant une belle 9e place dans la descente de Kvitfjell, après avoir terminé 3e de chacun des 2 entraînements. Il est le meilleur français de cette épreuve. Sa saison prend fin début mars en raison de l’arrêt des compétitions de ski dû à la pandémie de maladie à coronavirus. Il termine à la 27e place du classement général de la Coupe du monde de descente.

### Saison 2020-2021
Le 12 décembre, il marque ses premiers points en Coupe du monde de super G en prenant la 23e place de l'épreuve de Val d'Isère disputée sur la piste Oreiller-Killy.
Le 31 mars il prend la 3e place des championnats de France de descente à Châtel. C'est sa 3e médaille de bronze dans cette compétition après celles de 2013 et 2018.

### Saison 2021-2022
À la fin d'une saison où il n'aura marqué qu'un point en Coupe du monde, il met fin à sa carrière de skieur alpin de vitesse, après 62 départs en Coupe du monde dont 6 tops-20. 

## Palmarès[9]en ski alpin

### Coupe du monde
- Meilleur classement général : 84e en 2019-2020 avec 75 points.
- Meilleur classement en descente : 27e en 2019-2020 avec 75 points.
- Meilleur classement en super G : 50e en 2020-2021 avec 8 points.

- Meilleur résultat en descente : 9e à Kvitfjell le 7 mars 2020.
- Meilleur résultat en super G : 23e à Val-d'Isère le 12 décembre 2020.
- 62 épreuves disputées
- 6 tops-20

#### Classements
| Saison / Épreuve | Saison / Épreuve | Général | Général | Descente | Descente | Super G | Super G | Slalom géant | Slalom géant | Slalom | Slalom | Combiné | Combiné |
| ---------------- | ---------------- | ------- | ------- | -------- | -------- | ------- | ------- | ------------ | ------------ | ------ | ------ | ------- | ------- |
| Saison / Épreuve | Saison / Épreuve | Class.  | Points  | Class.   | Points   | Class.  | Points  | Class.       | Points       | Class. | Points | Class.  | Points  |
| 2017             | 2017             | 144e    | 7       | 48e      | 7        | _       | _       | -            | -            | -      | -      | -       | -       |
| 2018             | 2018             | 90e     | 47      | 28e      | 47       | -       | -       | -            | -            | -      | -      | -       | -       |
| 2019             | 2019             | 119e    | 21      | 42e      | 21       | -       | -       | -            | -            | -      | -      | -       | -       |
| 2020             | 2020             | 84e     | 75      | 27e      | 75       | -       | -       | -            | -            | -      | -      | -       | -       |
| 2021             | 2021             | 103e    | 36      | 36e      | 28       | 50e     | 8       | -            | -            | -      | -      | -       | -       |
| 2022             | 2022             | 157e    | 1       | 56e      | 1        | -       | -       | -            | -            | -      | -      | -       | -       |

### Coupe d'Europe
2 Victoires :
- Victoire en  descente  le 4 février 2016 à Sarntal
- Victoire en super G  le 21 janvier 2014 à Val-d'Isère

#### Classements
| Saison / Épreuve | Saison / Épreuve | Général | Général | Descente | Descente | Super G | Super G | Slalom géant | Slalom géant | Slalom | Slalom | Combiné | Combiné |
| ---------------- | ---------------- | ------- | ------- | -------- | -------- | ------- | ------- | ------------ | ------------ | ------ | ------ | ------- | ------- |
| Saison / Épreuve | Saison / Épreuve | Class.  | Points  | Class.   | Points   | Class.  | Points  | Class.       | Points       | Class. | Points | Class.  | Points  |
| 2013             | 2013             | 217e    | 3       | 64e      | 3        | -       | -       | -            | -            | -      | -      | -       | -       |
| 2014             | 2014             | 11e     | 376     | 6e       | 209      | 8e      | 163     | -            | -            | -      | -      | 40e     | 4       |
| 2015             | 2015             | 109e    | 57      | 26e      | 55       | 58e     | 2       | -            | -            | -      | -      | -       | -       |
| 2016             | 2016             | 52e     | 167     | 13e      | 162      | 53e     | 5       | -            | -            | -      | -      | -       | -       |
| 2017             | 2017             | 93e     | 96      | 20e      | 96       | -       | -       | -            | -            | -      | -      | -       | -       |
| 2018             | 2018             | 86e     | 91      | 20e      | 88       | 58e     | 3       | -            | -            | -      | -      | -       | -       |
| 2019             | 2019             | 166e    | 16      | 48e      | 16       | -       | -       | -            | -            | -      | -      | -       | -       |

### Championnats de France

#### Élite
| Édition / Epreuve                   | Descente | Super-G | Slalom géant | Slalom  | Super combiné |
| ----------------------------------- | -------- | ------- | ------------ | ------- | ------------- |
| Championnats 2010 Les Menuires      | 27e      | 47e     | Abandon      | Abandon | 21e -         |
| Championnats 2011 Mont-Dore/Tignes  | -        | -       | -            | -       | -             |
| Championnats 2012 L'Alpe d'Huez     | 11e      | 20e     | Abandon      | -       | -             |
| Championnats 2013 Peyragudes        | Bronze   | 17e     | 25e          | -       | -             |
| Championnats 2014 Méribel           | 6e       | 10e     | Abandon      | -       | 17e           |
| Championnats 2015 Serre-Chevalier   | -        | 12e     | -            | -       | -             |
| Championnats 2016 Les Menuires      | 8e       | 12e     | Abandon      | -       | -             |
| Championnats 2017 Val Thorens/Lélex | -        | 14e     | -            | -       | Abandon       |
| Championnats 2018 Châtel            | Bronze   | 10e     | -            | -       | Abandon       |
| Championnats 2019 Auron             | 12e      | -       | -            | -       | -             |
| Championnats 2020 Val Thorens       | annulée  | annulé  | annulé       | annulé  | annulé        |
| Championnats 2021 Châtel            | Bronze   | Abandon | -            | -       | -             |
| Championnats 2022 Auron             | 8e       | 6e      | -            | -       | -             |

## Parcours sportif en skicross

ski acrobatique

Après un essai concluant aux championnats de France de skicross 2022 où il prend la 8e place, il décide de se reconvertir dans le skicross.
Le 1er octobre 2023, il remporte la coupe d'Amérique du sud de skicross devant Youri Duplessis Kergomard, avec une victoire et une seconde place obtenues à Corralco. Le 21 décembre 2023 après seulement 9 départs en coupe du monde, il obtient son premier podium en coupe du monde en prenant une fantastique seconde place dans l'épreuve d'Innichen,. En mars 2024, il devient vice-champion de France de skicross aux Saisies. Il termine la saison à la 20e place de la coupe du monde de skicross.
En février 2025, il participe à ses premiers championnats du monde à Engadine. Il y prend la 18e place de l'épreuve individuelle.

## Palmarès en skicross

### Championnats du Monde de ski acrobatique
| Épreuve / Édition      | Skicross individuel |
| Mondiaux 2025 Engadine | 18e                 |

### Coupe du monde de skicross
- Meilleur classement général : 20e en 2024
- 34 épreuves disputées
- 2 tops-10 dont 1 podium :
  - 2e à Innichen le 21 décembre 2023.

#### Différents classements en coupe du monde
| Année/Classement | Année/Classement | Général    | Général |
| ---------------- | ---------------- | ---------- | ------- |
| Année/Classement | Année/Classement | Classement | Points  |
| 2023             | 2023             | 48e        | 16      |
| 2024             | 2024             | 20e        | 242     |
| 2025             | 2025             | 25e        | 166     |

### Coupe d'Europe de skicross
- Meilleur classement général : 12e en 2023
- 2 tops-10 dont 1 podium :
  - 2e à Reiteralm le 24 février 2023.

#### Différents classements en Coupe d'Europe
| Année/Classement | Année/Classement | Skicross   | Skicross |
| ---------------- | ---------------- | ---------- | -------- |
| Année/Classement | Année/Classement | Classement | Points   |
| 2022             | 2022             | 73e        | 8        |
| 2023             | 2023             | 12e        | 174      |

### Championnats de France Elite
| Édition / Epreuve                         | Skicross |
| ----------------------------------------- | -------- |
| Championnats 2022 Les Contamines-Montjoie | 8e       |
| Championnats 2024 Les Saisies             | Argent   |